# Chapultepec, Oaxaca
Chapultepec är en ort i Mexiko.   Den ligger i kommunen Putla Villa de Guerrero och delstaten Oaxaca, i den sydöstra delen av landet, 300 km söder om huvudstaden Mexico City. Chapultepec ligger 955 meter över havet och antalet invånare är 152.
Terrängen runt Chapultepec är kuperad åt sydväst, men åt nordost är den bergig. Runt Chapultepec är det ganska glesbefolkat, med 39 invånare per kvadratkilometer. Närmaste större samhälle är Putla Villa de Guerrero, 11,7 km nordväst om Chapultepec. I omgivningarna runt Chapultepec växer i huvudsak städsegrön lövskog.